# Asbóth Jenő
Asbóth Jenő (Lugos, 1858. március 29. – Budapest, 1934. július ?), atléta, sportszervező, földbirtokos.

## Sportsikerei
1880-tól a Magyar Athletikai Club (MAC) tagja, 1884-ben annak negyedik bajnoka az egyórás gyaloglásban. A bajnoki címet ekkor még – az országos bajnokságok beindulása előtt – egymás utáni három győzelemmel, a kötelezően megállapított standard mellett lehetett elérni. Bothmer Jenővel és Iványi Gyulával megszervezte a MAC kebelében az „öreg urak vívó társaságát”.

## Munkahelye, gazdasága
Visszavonulása után a Leszámítoló és Pénzváltó Bank tisztviselője volt. 
Az 1936-ban (már Asbóth Jenő halála után) megjelent országos statisztika szerint Ócsán 190 kat. hold, 619 aranykorona jövedelmű földbirtokot bírt vagy bérelt.

## Közélet
1894-ben a tüntető ifjúság vezéreként megakadályozta, hogy Kossuth halálakor a Nemzeti Színház előadást tartson. A Régi Gárda megalapítója és ügyvezető elnöke volt.

## Családi kapcsolatai
41 éves korában örökbe fogadta húgának árván maradt gyermekeit, amint azt az alábbi, 1899. március 16-án tartott Minisztertanácsi ülés jegyzőkönyv írja:

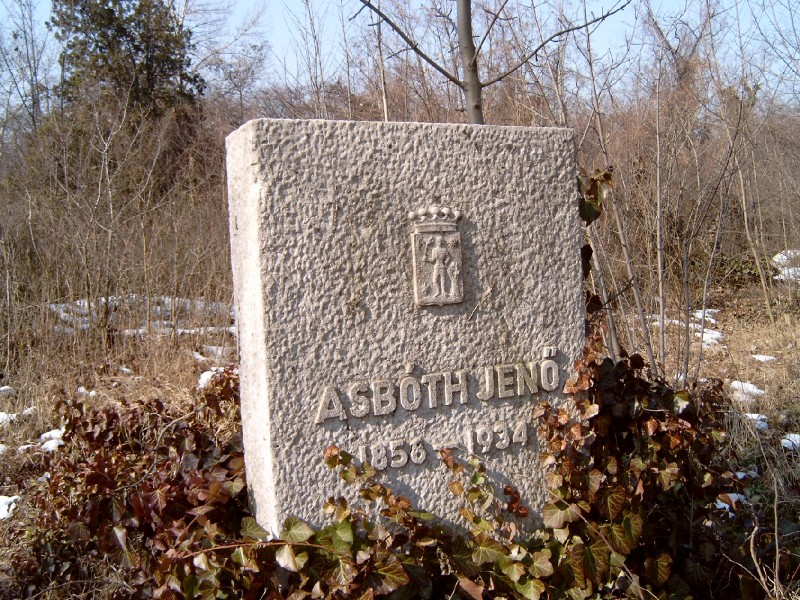
Asbóth Jenő sírja Budapesten. Kerepesi temető: 46-1-83.

„Asbóth Jenő a Magyar Leszámítoló Bank főhivatalnoka nemességének átruházása a Tóthvárady gyermekekre. Határozat: Asbóth Jenő a Magyar Leszámítoló Bank főhivatalnoka, budapesti lakos özv. Tóthvárady Istvánné, szül. Asbóth Andózia, mint kiskorú Tóthvárady István Emil Gyula m. kir. honvéd huszár főhadnagy és Tóthvárady Ödön Aladár Jenő m. kir.honvéd huszár törvényes és természetes gyámja között kötött örökbefogadási szerződés jóváhagyásával Ő felségénél javaslatba hozassék, hogy Asbóth Jenő családi neve, nemessége és nemesi címere a fél díjak lefüzetése mellett az örökbefogadottakra saját családi nevüknek is megtartásával átruháztassék”.
Az ekkor már felnőtt leszármazottak később nagy katonai pályát futottak be. Tóthvárady Asbóth István (sz.: 1874) 1818-ban a 2. honvéd huszárezred parancsnoka, és Tisza István gróf ezredparancsnok helyettese volt. Ő 1927-ben, altábornagyként, öccse, Tóthvárady Asbóth Ödön (sz.:1878) pedig ugyancsak ez évben honvéd huszárezredesként vonult nyugállományba.

## Emlékezete
Szólásként szokták emlegetni egyik mondását, melyet Mikszáth Kálmán örökített meg Fotográfiák a kabinetről című írásában:
„A házban gróf Welsersheimb hideg és tartózkodó, nem is áll szóba mindenfelé plebejus képviselővel. Ha Asbóth Jenő látná az osztrák parlamentben, bizonyosan azt kérdezné tőle:„Uraságod talán idegen?"